# 인격장애
성격장애(性格障碍)는 습관, 성격, 사고방식 등이 사회적 기준에서 지속적이게 극단적으로 벗어나서 사회 생활에 문제를 일으키는 장애를 가리킨다. 대부분 상황에서 변함없이 나타난다. 청소년기 또는 성인기 초기에 발생하며 환자에게 고통을 안겨준다.

## DSM-5 섹션III
정신질환 진단 및 통계 편람(DSM) DSM-IV에서 DSM-5로의 개정 작업시 성격장애에 대하여 추가적으로 차원적 접근을 강조한 개선된 연속적이고 범주적인 접근의 진단절차를 진행하였으나 최종적으로 반영되지는 않았다. 따라서 진단절차를 기술한 DSM-5의 섹션II(section II)에서는 여전히 기존 DSM-IV의 범주적 접근이 주로 언급되고있으나 지속적인 진행계획을 기술하는 DSM-5의 섹션III(section III)에서 이러한 개선된 진단절차의 작업이 차후에 반영될수있는 하이브리드 모델(Hybrid model)이 언급되어있다.

## 특징
성격이라는 인간이 갖는 성격장애는 불안, 대인관계에서의 부적응, 타인을 괴롭히는 경향, 자기중심적인 인간관계 중 몇 가지를 나타낸다. 이러한 특징들은 상당한 장애를 초래할 수 있고, 시간이 지나도 비교적 고정적이며, 가까운 사람에게 고통을 줄 수 있다.
성격 장애 환자에게서 나타나는 또 하나의 특징은 자기 자신에 대해 설명할 때 제대로 된 설명을 하지 않는다는 점이다. 예를 들어 반사회성 성격장애의 경우 거짓말을 하는 경우가 많고 자기애 성향의 경우는 자신의 단점을 숨기려 하고 장점을 과장하는 측면, 편집증적 성격 장애의 경우는 자신이 매우 정직하다고 믿는 경향이 있다. 따라서 의사는 환자에게 자기 보고형 검사를 하는 경우 아무 효과가 없을 수 있음을 인지해야 한다.

### 진단기준
DSM-IV-TR에서 언급하는 인격 장애의 진단기준은 다음과 같다.
- 사회의 기대에서 현저히 벗어난 내적 경험과 행동이 지속적으로 나타난다. 이러한 일탈이 다음 사항의 2가지 이상의 영역에서 나타난다.

1. 인지(자신, 타인, 사건의 지각과 해석 방식)
2. 정동(정서반응의 범위, 강도, 가변성, 적절성)
3. 대인관계 기능
4. 충동 조절

- 일탈이 개인적 상황과 사회적 상황 전반에 걸쳐 나타난다.

- 개인적인 고통, 사회적 환경에 대한 적의 등이 나타난다.

- 일탈의 패턴이 변하지 않고 오랜 기간 지속되어 왔고[6] 발병 시기는 적어도 청소년기나 성인기 초기 이전으로 거슬러 올라간다. 성인기 이후에 발생하는 인격 장애에 대해서는 인정하지 않는다.[7]

- 일탈이 다른 정신 장애의 증상이나 결과때문이 아니다.

- 일탈이 뇌병변이나 뇌손상때문이 아니다.

성격 장애는 다른 질병과 구분하는 것이 헷갈리는 경우도 있고(예를 들어 사회공포증과 회피성 인격장애) 한 사람에게서 두 가지 인격 장애가 나타나는 등 진단이 어려울 수 있다. 노년기에 내원한 환자를 진단하는 경우는 더욱 까다롭다. 증상이 청소년기 또는 초기 성인기부터 지속되어 온 것인지 판단을 내릴만한 확실한 평가 도구들이 2002년 기준으로 아직은 개발되어있지 않다.

## 원인
- 신체적, 정서적, 성적 학대 등이 뇌의 발달에 부정적인 영향을 주어서 뇌의 기능과 구조에 문제가 발생하여 인격장애를 유발할 수 있다.
- 학자들 사이에서는 여러 가지 가설이 제시되고 있는 상태이다.

## 유형
정신질환 진단 및 통계 편람(DSM)-IV에서는 3개의 부류로 나뉘는 10가지의 성격 장애를 제시하였다. 편람은 또한 이러한 10가지 장애와 맞지 않는 성격 장애의 행동양식(Personality Disorder NOS)을 포함하고 있다.

### A군(Cluster A), 기이형
A군 인격장애는 조현병(schizophrenia)과 연관 지어지기도 한다. A군 인격장애는 편집(paranoid)을 보일 수 있으며, 종종 말하는 방식이 기이하거나(odd) 일상적이지 못하며(eccentric) 타인과 친밀한 관계를 형성하고 유지하는 것을 좋아하지 않거나 그러한 능력이 부재하기 때문에 타인으로부터 이해를 받기 어렵다.

#### 편집성 성격장애
편집성 성격장애(paranoid personality disorder, PPD)는 타인에게 부당한 의심을 과도하게 갖는 경우로 이 유형에 속하는 사람은 남들에게 자신을 잘 드러내지 않는 특징을 지니고 있으며, 늘 긴장하며 타인에게 질투심도 심하다. DSM-IV-TR 진단 기준은 다음과 같다.
A. 다른 사람들의 동기를 악의적으로 해석하는 것과 같은 광범위한 불신과 의심이 초기 성인기에 시작되어 다양한 상황에서 다음 중 4가지 이상의 항목으로 나타난다.
- 충분한 근거 없이 타인들이 자신을 착취, 상해 또는 속인다고 의심한다.
- 친구나 동료의 성실성이나 신용에 대한 부당한 의심에 집착한다.
- 정보가 자신에게 악의적으로 사용될 것이라는 확인되지 않은 두려움으로 터놓고 얘기하기를 꺼린다.
- 온정적인 말이나 사건을 자신을 폄하하려거나 위협적 의미가 감추어져 있는 것으로 해석한다.
- 지속적으로 원한을 품는다. (모욕, 상해, 경멸을 용서하지 않음)
- 제3자에게는 그렇게 보이지 않는 행동이나 상황도 자신의 성격이나 평판에 대한 공격으로 여기고 즉각적으로 화를 내며 대응하거나 반격한다.
- 정당한 이유 없이 배우자나 성적 파트너의 정절에 대해 반복적으로 의심한다.

B. 조현증, 정신증 양상이 있는 기분 장애 또는 기타 정신증 장애의 경과 중에만 나타나는 것이 아니고, 일반적인 의학적 상태(medical conditions)의 직접적인 생리적 효과에 의한 것이 아니다.

#### 분열형 인격장애
분열형 성격장애(Schizotypal Personality Disorder, STPD)는 사회적 고립, 마술적 사고, 피해의식, 관계 망상, 착각 등의 특징으로 일반 사람들이 보기에도 이상하게 보인다. 조현증(정신분열증)과 비슷한 면이 있지만 변별될 수 있으며 정신분열 스펙트럼으로 다루어질수도 있다. DSM-IV-TR 진단 기준은 다음과 같다.
A. 사회성 및 대인관계 결핍의 광범위한 양상이 인지 또는 지각 왜곡과 행동의 기이함뿐 아니라
친밀한 관계에서의 심각한 불편감 및 감소된 능력으로,
초기 성인기에서 시작되어 다양한 상황에서 다음 9가지중 5개 이상의 항목으로 나타난다.
- 관계망상적 사고 - 분명한 관계망상은 제외한다.
- 행동에 영향을 미치고 하위문화의 기준에 부합되지 않는 기이한 믿음이나 마술적 사고(예 : 미신, 천리안에 대한 믿음, 텔레파시나 육감, 아동이나 청소년에게서 보이는 기이한 환상이나 집착)
- 신체적 착각을 포함한 유별난 지각 경험
- 기이한 사고와 언어 (예 : 모호하고 우회적이고 은유적이고 지나치게 자세하게 묘사하거나 혹은 상동증적(stereotypic, 常同症的) 사고와 언어)
- 의심이나 편집증적인 사고
- 부적절하거나 메마른 정동
- 기이하고 엉뚱하거나 특이한 행동이나 외모
- 직계 가족 외에는 가까운 친구나 마음을 털어놓을 수 있는 사람이 없다.
- 자신에 대한 부정적인 판단보다는 편집증적인 두려움과 연관되어 있는, 친밀해져도 줄어들지 않는 과도한 사회적 불안.

B. 조현증, 정신증 양상이 있는 기분 장애 또는 기타 정신증 장애의 경과 중에만 나타나는 것이 아니고, 일반적인 의학적 상태의 직접적인 생리적 효과에 의한 것이 아니다.

#### 분열성 성격장애
분열성 성격장애(Schizoid personality disorder, SPD, SzPD)는 감정 표현을 제대로 하지 않으며 활동적인 일에 관심이 없는 등 사회로부터 고립되어 있는 특징을 보인다. 이 유형에 속하는 사람은 타인과의 관계 형성이 힘들어 비정상적인 외톨이처럼 보인다. DSM-IV-TR 진단 기준은 다음과 같다.
A. 사회적 관계에서 고립되고 대인관계 상황에서 감정 표현이 제한되는 특성이 성인기 초기부터 생활 전반에 나타나며, 다음 중 4가지 이상의 항목을 충족시킨다.
- 가족의 일원이 되는 것을 포함하여 친밀한 관계를 바라지도 즐기지도 않는다.
- 거의 항상 혼자 하는 활동을 선택한다.
- 타인과 성 경험을 갖는 일에 거의 흥미가 없다.
- 흥미를 갖는 활동이 거의 없다.
- 직계 가족 외에는 가까운 친구나 마음을 털어놓을 수 있는 사람이 없다.
- 타인의 칭찬이나 비평에 무관심해 보인다.
- 정서적 냉담, 이탈 또는 단조로운 정동을 보인다.

B. 조현증, 정신증 양상이 있는 기분 장애 또는 기타 정신증 장애의 경과 중에만 나타나는 것이 아니고, 일반적인 의학적 상태의 직접적인 생리적 효과에 의한 것이 아니다.

### B군(Cluster B), 충동형
B군 인격장애는 극적(dramatic)이고 충동적(impulsive)이며 자기파괴적(self-destructive)이고 감정적(emotional)인 행동, 그리고 타인과의 상호작용에서 종종 이해할 수 없는 행동을 보이는 것이 특징이다.

#### 반사회성 성격장애
반사회성 성격장애(Antisocial Personality Disorder, ASPD, APD)는 타인들을 속이고, 범죄 행위를 하는 데에 죄책감을 느끼지 않으며, 착취적이며 지나친 야망과 우월한 태도를 보여 타인에 공감하지 못하며 감정 기복이 심하다. 또한 환경에 대한 비난을 많이 하고 15세 이상이 되어서 보이는 특징이 있다. DSM-IV-TR 진단 기준은 다음과 같다.
A. 다른 사람들의 권리를 침해하고 무시하는 패턴이 15세 이후로 전반적으로 나타나며 다음의 특성 중 3개 이상을 충족시킨다.
- 법에서 정한 사회적 규범을 준수하지 않으며 구속될 만한 행동을 반복함
- 개인의 이익이나 쾌락을 위한 반복적인 거짓말, 가명 사용 또는 타인을 속이는 사기 행동
- 충동적이거나 미리 계획을 세우지 못함
- 빈번한 육체적 싸움이나 폭력에서 드러나는 호전성과 공격성
- 자신이나 타인의 안전을 무시하는 무모성
- 꾸준하게 직업 활동을 수행하지 못하거나 채무를 이행하지 못하는 행동으로 나타나는 지속적인 무책임성
- 타인에게 상처를 입히거나 학대하거나 절도 행위를 하고도 무관심하거나 합리화하는 행동으로 나타나는 자책의 결여

B. 적어도 18세 이상에게 진단한다.
C. 15세 이상에 품행 장애를 나타낸 증거가 있어야 한다.
D. 반사회적 행동이 조현증 또는 조증 삽화의 경과 중에만 나타나는 것이 아니어야 한다.

#### 경계선 성격장애
경계선 성격장애(Borderline Personality Disorder, BPD)는 기분이나 감정 기복이 심하며 권태, 공허함을 주로 느낀다. 또한 주체성에도 혼란을 가지고 있으며 정서가 강렬하고 쉽게 변화하는 특징이 있다. 그리고 자제력의 상실과 돌발적인 행동으로 인한 문제행동을 자주 보인다. DSM-IV-TR 진단 기준은 다음과 같다.
A. 대인관계, 자기상, 정동에서의 불안정성과 심한 충동성이 광범위하게 나타나며 이러한 특징적 양상은 성인기 초기에 시작하여 여러 가지 상황에서 일어난다. 다음 중 5가지 이상의 항목을 충족시킨다.
- 실제적이거나 가상적인 유기를 피하기 위한 필사적인 노력 : 5번 기준에서 말하는 자살 또는 자해 행위는 포함되지 않는다.
- 극단적인 이상화와 평가절하가 교차하여 반복되는 불안정하고 강렬한 대인관계 양식
- 정체감 혼란 : 심각하게 지속적으로 불안정한 자기상 또는 자기 지각
- 자신에게 손상을 줄 수 있는 충동성이 적어도 2가지 영역에서 나타남 (예 : 낭비, 성관계, 물질 남용, 무모한 운전, 폭식)
- 반복적인 자살 행동, 자살 시늉, 자살하겠다는 위협, 혹은 자해 행동
- 현저한 기분 변화에 따른 정동의 불안정성 (예 : 대체로 수 시간 지속되며 드물게는 수일간 지속되기도 하는 간헐적인 심한 불쾌감, 성마름, 불안)
- 만성적인 공허감
- 부적절하고 심한 분노, 혹은 분노 조절의 어려움
- 스트레스에 따른 일시적인 망상적 사고, 혹은 심한 해리 증상

#### 자기애성 성격장애
자기애성 성격장애(Narcissistic Personality Disorder, NPD)는 자신이 중요하다고 믿으며, 자신의 재능이나 능력을 과대평가한다. 그래서 사람들의 평가절하에 민감하게 반응하며 남들의 평가에 굉장히 집착한다. 심한 경우에는 자기를 향한 공격성을 보이기도 하며 대체로 헌신적이지 못하며 주로 예술가형 사람들에게 나타난다. DSM-IV-TR 진단 기준은 다음과 같다.
A. 지나치게 과장된 자존감, 칭찬에 대한 욕구, 그리고 감정이입의 결여와 같은 광범위한 양상이 초기 성인기에 시작되어 다양한 상황에서 다음 중 5개 이상의 항목으로 나타난다.
- 자신의 중요성에 대해 지나치게 과장된 자존감이 있음 (예 : 자신의 성취나 재능을 과장함, 뒷받침될만한 성취가 없는 상태에서 자신의 뛰어남을 인정받고자 함)
- 끝없는 성공, 권력, 탁월성, 아름다움, 이상적인 사랑에 대한 공상에 빠진다.
- 자신이 특별하고 독특해서 다른 특별하거나 상류층인 사람 또는 기관만이 자신을 이해할 수 있거나, 그런 사람들과만 어울려야 한다고 믿는다.
- 과도한 찬사를 요구한다.
- 특권의식 즉 특별대우를 받을 것에 대한 불합리한 기대감이나, 그럴만한 이유가 없는데도 특별대우나 복종을 바라는 불합리한 기대감을 가진다.
- 대인관계가 착취적이다. 즉, 자신의 목적을 달성하기 위해 다른 사람들을 이용한다.
- 공감 능력이 결여되어 있다. 즉 타인의 감정이나 욕구를 인정하거나 자신의 감정 또는 욕구와 같은 선상에서 보려 하지 않는다.
- 종종 타인들을 시기하거나, 타인들이 자신을 시기하고 있다고 믿는다.
- 거만하고 방자한 행동이나 태도를 보인다.

#### 연극성 성격장애
연극성 성격장애(Histrionic Personality Disorder, HPD)는 정체성의 혼란을 가지며 행동이 매우 극적이며 주의를 끄는 행동을 많이 한다. 또, 감정적인 표현이나 피상적인 묘사나 부사를 남발하는 등 언어 사용에 특징이 있다. DSM-IV-TR 진단 기준은 다음과 같다.
A. 과도한 정서성과 주목에 대한 추구의 만연한 패턴이 성인기 초기에 시작하여 다양한 맥락에서 나타난다. 다음 중 5가지 이상의 항목을 충족시킨다.
- 자신이 중심적인 관심의 대상이 아닌 상황에서 불편해한다.
- 다른 사람과의 상호작용이 종종 부적절한 성적 유혹이나 도발적인 행동으로 이어진다.
- 감정이 빨리 변하며 감정 표현이 피상적이다.
- 신체의 매력을 이용하여 관심을 끌려고 한다.
- 과도하게 인상주의적이면서 세부적인 것은 결여된 언어 양식을 보인다.
- 자기 극화, 연극성, 그리고 과장된 정서 표현을 드러낸다.
- 피암시성이 강하다. 즉, 다른 사람이나 환경에 쉽게 영향을 받는다.
- 관계를 실제보다 더 친밀한 것으로 받아들인다.

### C군(Cluster C), 불안형
C군 인격장애는 불안한 사고나 행동이 지속적으로 보이는 것을 특징으로 한다.

#### 회피성 성격장애
회피성 성격장애(Avoidant Personality Disorder, AvPD)를 가진 사람들은 거절에 대해서 매우 예민하며, 이로 인해 사회적 상황에서의 억제를 보여 남들에게 은둔형으로 보인다. 그리고 내향성과 불안한 증세는 그들을 더욱 은둔형으로 보이게 한다. 또한 자존심이 낮으며 사회공포증도 많이 나타난다. DSM-IV-TR에선 일반화된 유형의 사회공포증을 진단할 땐 회피성 성격 장애를 진단하는 것을 반드시 고려하라고 되어 있다. DSM-IV-TR진단 기준은 다음과 같다.
A. 사회활동의 제한, 부적절감, 그리고 부정적 평가에 대한 과민성과 같은 광범위한 양상이 초기 성인기에 시작되어 다양한 상황에서 다음 중 4가지 이상의 항목으로 나타난다.
- 비판, 비난 또는 거절이 두려워 중요한 대인 접촉을 포함한 직업 활동을 회피한다.
- 자신을 좋아한다는 확신이 없으면 다른 사람들과의 관계에 관여하지 않으려 한다.
- 창피를 당하거나 조롱을 받을까 두려워 친밀한 관계를 갖지 않으려 한다.
- 사회적 상황에서 비판을 받거나 거절당하는 것에 집착한다.
- 부적절감 때문에 새로운 대인관계적 상황에서는 억제되어 있다.
- 자신을 사회적으로 어리석고 개인적으로 매력이 없으며 다른 사람에 비하여 열등한 것으로 여긴다.
- 당황하게 될까봐 개인적 위험을 감수하거나 새로운 활동에 참가하는 것을 지나치게 주저한다.

#### 의존성 성격장애
의존성 성격장애(Dependent Personality Disorder, DPD)는 내향성과 불안한 증세라는 면에선 회피성 성격 장애와 비슷하지만, 이들은 자신의 모든 행동과 결정을 다른 사람에게 맡기는 모습을 보인다. 자신의 행동을 자신이 책임져야 하는 상황이 오는 것을 두려워하며, 타인의 보살핌을 얻기 위해서는 어떤 일이라도 자처해서 하는 모습을 보인다. DSM-4-TR 진단 기준은 다음과 같다.
A. 보살핌을 받으려는 과도하고 만연된 욕구로 인해서 복종적이고 매달리는 행동과 분리에 대한 두려움이 나타나며, 성인 초기에 시작되고 다양한 상황에서 나타나며 다음 중 5개 이상의 항목을 충족시킨다.
- 다른 사람으로부터 과도한 정도의 조언이나 확신이 없이는 매일매일의 결정을 내리기가 어렵다.
- 자기 인생의 매우 중요한 영역까지도 대신 책임져줄 수 있는 타인을 필요로 한다.
- 지지와 승인을 상실할까봐 두려워하여 타인의 의견에 반대하지 못한다. (주의 : 보복에 대한 현실적인 두려움은 포함되지 않는다)
- 스스로 어떤 일을 시작하거나 수행하기 어렵다. 동기나 활력이 부족해서가 아니라 자신의 판단과 능력에 대한 자신이 없기 때문이다.
- 타인의 보살핌과 지지를 받기 위하여 불쾌한 행동까지도 자청해서 한다.
- 스스로 잘해나갈 수 없다는 과도한 두려움으로 인해 혼자 있으면 불편한 감정이나 무력감을 느낀다.
- 어떤 친밀한 관계가 끝났을 때 보살핌과 지지를 얻기 위해 곧바로 또 다른 관계를 찾는다.
- 스스로 자신을 돌봐야 하는 상황에 처할지도 모른다는 두려움에 비현실적으로 집착한다.

#### 강박성 성격장애
강박성 성격장애(Obsessive Compulsive Personality Disorder, OCPD)는 세부 사항에 지나치게 집착하는 모습을 보이며, 주어진 일을 제대로 수행할 수 있을지에 대해서 자신과 타인을 지나치게 불신하는 경향을 보인다. 강박 장애와는 달리 그 심상이 자기에게 불쾌하게 느껴지지 않으며 대상이 한 범위로 한정되어 있지도 않다. DSM-IV-TR 진단 기준은 다음과 같다.
A. 융통성, 개방성, 효율성의 상실이라는 대가를 치르면서까지 정리정돈에 몰두하고, 완벽주의적이며, 마음을 통제하고 대인관계를 통제하려고 노력하는 전반적인 행동 양식이 나타난다. 성인기 초기에 시작되며 여러 다양한 상황에서 이러한 특징들이 나타난다. 다음 가운데 4개 이상의 항목을 충족시킨다.
- 사소한 세부사항, 규칙, 목록, 순서, 시간 계획이나 형식에 집착하여 일의 큰 흐름을 잃고 만다.
- 완벽주의로 인하여 일을 완수하는 데 방해를 받는다. (예 : 자신의 지나치게 엄격한 기준에 맞지 않기 때문에 계획을 완수하지 못한다)
- 여가 활동과 우정을 나눌 시간을 배제하면서까지 지나치게 일과 생산성에 몰두한다. 일에 대한 몰두가 명백한 경제적 필요 때문으로는 설명되지 않는다.
- 도덕, 윤리, 또는 가치 문제에서 문화적 또는 종교적 배경으로 설명되지 않을 정도로 지나치게 양심적이고 고지식하며 융통성이 없다.
- 감상적인 가치조차 없을 때라도 닳아빠지거나 무가치한 물건을 버리지 못한다.
- 타인이 자신의 방식을 그대로 따르지 않을 경우에 타인에게 일을 맡기거나 같이 일하는 것을 꺼려한다.
- 자신과 타인 모두에게 돈을 쓰는 데 인색하다. 돈은 미래의 재난에 대비하여 축적해야 하는 것으로 생각한다.
- 경직성과 완고함을 보인다.

## 기타
혼재성 성격장애(Mixed personality disorders)는 여러 인격장애의 특성을 보이지만, 보다 특정한 진단을 붙일 만한 뚜렷한 증상이 없는 경우를 말한다.

## 치료
성격장애의 치료는 보통 어렵지만, 증상이 호전되지 않는 것은 아니다. 하지만 급작스러운 호전 또한 기대할 수 없다.
일부 전문가들은 정신분석적 접근을 고려하지 않고 인지행동주의적 접근에서의 사회기술훈련으로 보다 유용한 결과를 보여준다는 것을 언급한 바 있다. 마샤 리네한(Marsha Linehan)은 변증법적 행동치료(dialectical behavior therapy, DBT)를 제안하고 이를 시행한 바 있다.

## 같이 보기
- 망상
  - 피해망상
  - 부정망상
  - 관계망상
  - 과대망상
- 조현증(정신분열병) - 편집성 인격장애(PPD)와 유사하나, 환청과 환각 등이 추가로 동반된다
- 불안
  - 불안 장애
- 가정폭력
- 아동학대
- 동물학대
- 변증법적 행동치료

## 참고 문헌
- Steven K. Huprich (2010). 《성격장애 로샤평가》. 학지사. ISBN 9788963302669.
- (Dialectical Behavior Therapy for Patients with Borderline Personality Disorder and Drug‐Dependence

Marsha M. Linehan Ph.D. Henry Schmidt III M.A. Linda A. Dimeff Ph.D. J. Christopher Craft B.S. Jonathan Kanter M.A. Katherine A. Comtois Ph.D. First published:18 February 2010 https://doi.org/10.1080/105504999305686Citations: 525)https://onlinelibrary.wiley.com/doi/abs/10.1080/105504999305686
- (Dialectical behavior therapy for binge eating disorder. Journal ArticleDatabase: APA PsycArticles

Telch, Christy F. Agras, W. Stewart Linehan, Marsha M. 2001 Dialectical behavior therapy for binge eating disorder. Journal of Consulting and Clinical Psychology, 69(6), 1061–1065. https://doi.org/10.1037/0022-006X.69.6.1061) https://psycnet.apa.org/record/2001-05666-020